# Roch Sygitowicz
Roch Zygmunt Sygitowicz (ur. 25 września 1957 w Rajczy, zm. 14 stycznia 2017 tamże) – polski aktor.

## Życiorys
Syn Władysława i Henryki. Z uwagi na swój niski wzrost, należał do aktorów charakterystycznych, grając role niskorosłych. Jego najsłynniejszą kreacją aktorską była rola Józka Placka, syna głównego bohatera w komedii „Sprawa się rypła” z 1984 roku (reż. Janusz Kidawa).
Do końca życia mieszkał w Rajczy. Został pochowany na tamtejszym cmentarzu parafialnym.

## Filmografia
- 1982: Jest mi lekko – pomocnik „doktora”[1][2]
- 1982: Bardzo spokojna wieś – Bielasek[1][2]
- 1984: Sprawa się rypła – Józek Placek[1][2]